# Bauhaus-Archiv
Il Bauhaus-Archiv è un museo di design di Berlino, che raccoglie documenti, articoli e progetti relativi alla Bauhaus (famosa scuola di arte, design ed architettura del XX secolo). Si trova nel quartiere Tiergarten lungo il Landwehrkanal.

## Storia
Il Bauhaus-Archiv viene fondato a Darmstadt nel 1960 con il supporto di Walter Gropius e di altri membri della Bauhaus. Ben presto la collezione del museo inizia a crescere e viene chiesto a Gropius di progettare un edificio destinato ad accoglierla. Il progetto viene pensato e redatto per collocare l'edificio sempre a Darmstadt, dove era fortemente voluto dalle autorità politiche dell'epoca. Ma allo stesso tempo il Senato di Berlino Ovest era disposto a trovare lo spazio e i soldi per la realizzazione del museo. Nel 1971 il museo trova collocazione temporanea a Berlino. Modifiche al progetto originale, che prevedeva la localizzazione dell'edificio lungo il Landwehrkanal, decisioni politiche e problemi finanziari fanno dimenticare il progetto per un po' di tempo. Nel 1976 iniziano i lavori e l'edificio sarà completato nel 1979. Dei disegni originali di Gropius non è stato ritrovato quasi nulla, ad eccezione di quelli riguardanti la caratteristica copertura dell'edificio. Nel 1997 l'edificio è stato posto sotto tutela monumentale (Denkmalschutz).

## Collezione
La collezione del museo documenta la storia della Bauhaus in arte, nell'insegnamento, nell'architettura e nel design. La collezione include materiale didattico utilizzato dalla scuola, modelli e progetti architettonici, fotografie e documenti vari.
Il Bauhaus-Archiv raccoglie, inoltre, alcuni lavori di innumerevoli artisti del novecento, fra cui Lyonel Feininger, Johannes Itten, Paul Klee, Wassily Kandinsky, László Moholy-Nagy, Werner Drewes e Oskar Schlemmer.

## Esposizioni e attività
Oltre alla collezione permanente, il museo organizza ogni anno esposizioni speciali. Vengono inoltre organizzate conferenze, esposizioni all'aperto, letture e concerti.